# Vollenhoofs
Het Vollenhoofs (Venos [v̯ənoːs]) is het dialect van de stad Vollenhove. Het Vollenhoofs wordt meestal als een variant van het Sallands beschouwd en is onderdeel van het Nedersaksisch. Het Vollenhoofs vormt een enclave in het Stellingwerfse gebied, alhoewel sommige dialectologen het Sallands laten doorlopen tot Vollenhove. In tegenstelling tot het Stellingwerfs komt de aa in de woorden water en klatert niet terug als ae, maar als ä. Daarnaast kent het Vollenhoofs verkleinwoordvorming met umlaut in tegenstelling tot het Stellingwerfs wat het Vollenhoofs gemeen heeft met de rest van het Sallands.
Het klinkersysteem van het Vollenhoofs kent 25 klinkers met 5 klinkerhoogtes. Dit systeem wordt ook in het Sallands van Genemuiden gevonden, maar ook in het Zuidwest-Zuid-Drents van Zwartsluis en in Kuinre. Rondom Steenwijk (Stellingwerfs) wordt juist een systeem met 20 klinkers gevonden. De zuidelijkere Sallandse varianten kennen een klinkersysteem met 22 klinkers. Het systeem met 5 klinkerhoogtes lijkt ouder te zijn dan het systeem met 4 klinkerhoogtes dat gevonden wordt in de zuidelijkere Sallandse varianten. Het oudere systeem is aan het verdwijnen.

## Klinkers
|               | Vooraan  | Vooraan | Vooraan | Vooraan  | Midden   | Achteraan | Achteraan | Achteraan | Achteraan |
| ongerond      | ongerond | gerond  | gerond  | ongerond | ongerond | gerond    | gerond    |           |           |
| kort          | lang     | kort    | lang    | kort     | Midden   | lang      | kort      | lang      |           |
| ------------- | -------- | ------- | ------- | -------- | -------- | --------- | --------- | --------- | --------- |
| Gesloten      | i        | i:      | y       | y:       | ə        |           |           | u         | u:        |
| Half gesloten | ɪ        | ɪ:      |         | ø:       | ə        |           | o:        |           |           |
| Midden        | e        | e:      | ø̞       | ø̞:       | ə        | o̞         | o̞:        |           |           |
| Half open     | ɛ        | ɛ:      | œ       | œ:       | ə        | ɔ         | ɔ:        |           |           |
| Open          | æ        | æ:      |         |          | ə        | ɑ         | ɑ:        |           |           |

## Vitaliteit
Spa (1996) beschrijft dat, zelf geboren in 1939 in Den Haag en verhuist in 1940 naar Vollenhove, eind jaren 40 de posities van het Vollenhoofs dusdanig sterk was dat hij het Vollenhoofs als tweede taal leerde. Thuis werd Nederlands gepraat. Buiten het ouderlijk huis en het klaslokaal was de taal vrijwel altijd Vollenhoofs. Scholtmeijer (1996) vermeldt dat dat eind jaren 60 nog steeds het geval was. Namen in de Noordoostpolder kregen namen in het Vollenhoofs. Het personeel van de kaasfabriek in Vollenhove dat in de Noordoostpolder woonde gebruikt één taal op het werk samen met de andere Vollenhoofsen in de jaren 80: Vollenhoofs.